# Café Tacuba

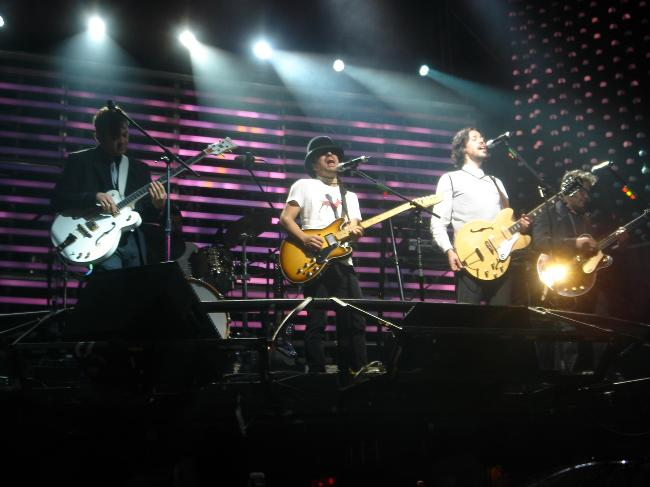
Café Tacuba

Café Tacuba (auch Café Tacvba) ist eine Musikgruppe aus Naucalpan in Mexiko.

## Hintergrund
Die Musik der 1989 gegründeten Band ist sehr elektronisch, es finden sich aber auch Hip-Hop- und Ska-Einflüsse. Daneben verwenden sie auch Elemente der Musik der mexikanischen Ureinwohner. Tatsächlich wird gesagt, dass kein Lied der Gruppe dem anderen gleicht, da immer wieder neue Elemente aufgenommen werden. Mit dem Album Cuatro Caminos gewann die Band 2004 den Grammy Award for Best Latin Rock, Urban or Alternative Album.
Der Song „Volver a Comenzar“ ist einem breiteren Publikum durch das PlayStation-3-Spiel LittleBigPlanet bekannt.

## Mitglieder
- Rubén Isaac Albarrán: Gesang
- Emmanuel del Real: Keyboard, Akustische Gitarre, Piano
- Joselo Rangel: Elektrische Gitarre, Akustische Gitarre, Gesang
- Quique Rangel: Bass, Gesang

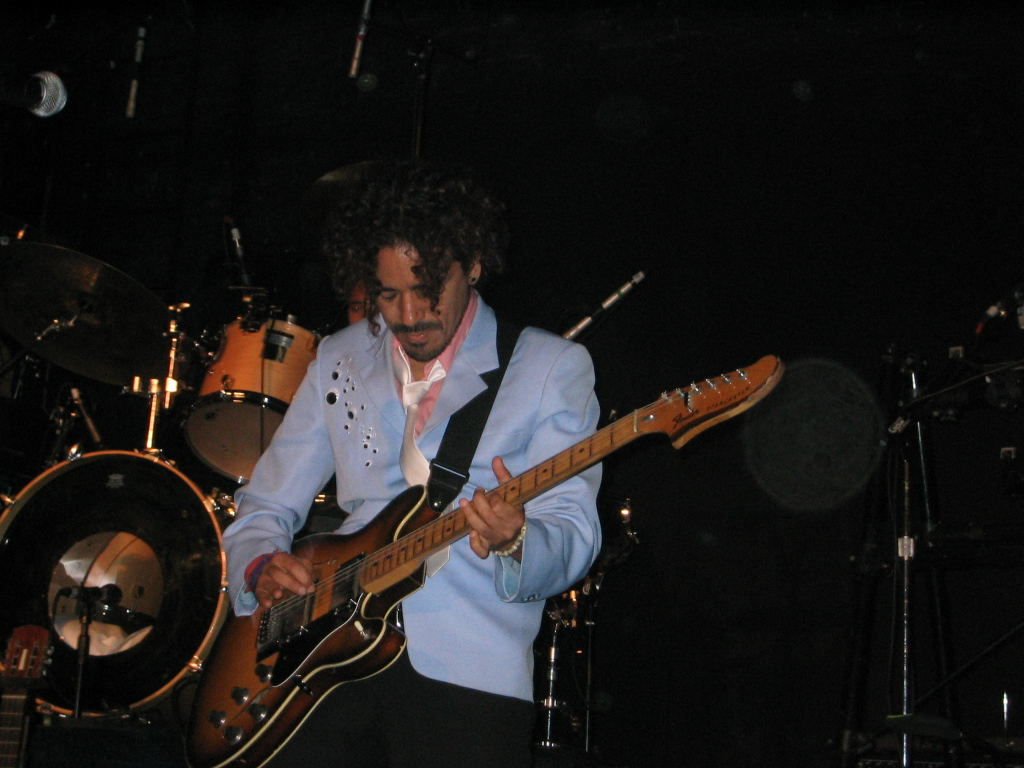
Rubén Isaac Albarrán
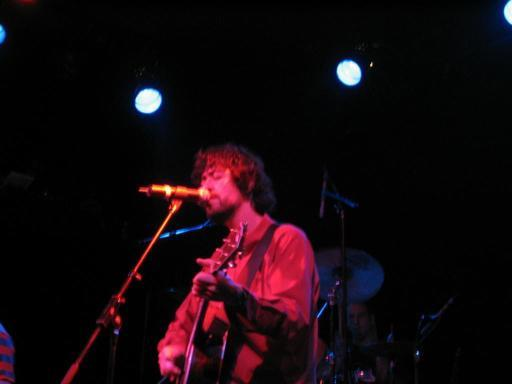
Emmanuel del Real
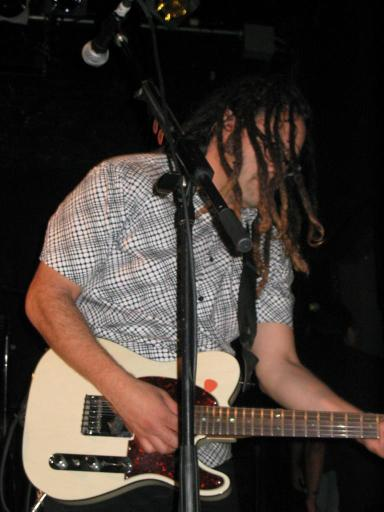
Joselo Rangel
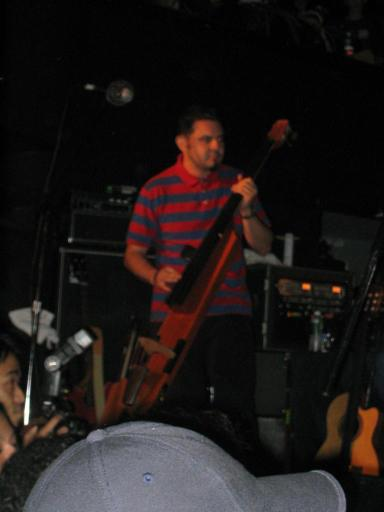
Quique Rangel

## Diskografie

### Alben
| Jahr | Titel                         | Höchstplatzierung, Gesamtwochen, AuszeichnungChartplatzierungen (Jahr, Titel, Platzierungen, Wochen, Auszeichnungen, Anmerkungen) | Höchstplatzierung, Gesamtwochen, AuszeichnungChartplatzierungen (Jahr, Titel, Platzierungen, Wochen, Auszeichnungen, Anmerkungen) | Anmerkungen                                    |
| Jahr | Titel                         | Latin | MX | Anmerkungen                                    |
| ---- | ----------------------------- | --- | --- | ---------------------------------------------- |
| 1996 | Avalancha de éxitos           | Latin28 (9 Wo.)Latin | — | Erstveröffentlichung: 5. November 1996         |
| 1999 | Revés/Yo Soy                  | Latin48 (1 Wo.)Latin | — | Erstveröffentlichung: 20. Juli 1999            |
| 2003 | Cuatro Caminos                | Latin11 (12 Wo.)Latin | — | Erstveröffentlichung: 1. Juli 2003             |
| 2005 | Un viaje                      | Latin11 Platin · (16 Wo.)Latin | — | Erstveröffentlichung: 19. April 2005 Livealbum |
| 2007 | Si No                         | Latin20 (4 Wo.)Latin | MX1 (39 Wo.)MX | Erstveröffentlichung: 9. Oktober 2007          |
| 2012 | El objeto antes llamado disco | Latin7 (8 Wo.)Latin | — | Erstveröffentlichung: 22. Oktober 2012         |
| 2017 | Jei Beibi                     | Latin48 (1 Wo.)Latin | — | Erstveröffentlichung: 5. Mai 2017              |
| 2019 | Un Segundo MTV Unplugged      | — | MX1 (32 Wo.)MX | Erstveröffentlichung: 22. Oktober 2019         |

grau schraffiert: keine Chartdaten aus diesem Jahr verfügbar
Weitere Alben
- Café Tacuba (1992)
- Re (1994)
- Tiempo Transcurrido (2000)
- Lo esencial de Café Tacuba (2001)
- Vale Callampa (2002)
- MTV Unplugged (2005–1995 aufgenommen)
- El mas grande homenaje a los Tigres del Norte (2005)

### Singles
| Jahr | Titel Album            | Höchstplatzierung, Gesamtwochen, AuszeichnungChartplatzierungen (Jahr, Titel, Album, Platzierungen, Wochen, Auszeichnungen, Anmerkungen) | Höchstplatzierung, Gesamtwochen, AuszeichnungChartplatzierungen (Jahr, Titel, Album, Platzierungen, Wochen, Auszeichnungen, Anmerkungen) | Höchstplatzierung, Gesamtwochen, AuszeichnungChartplatzierungen (Jahr, Titel, Album, Platzierungen, Wochen, Auszeichnungen, Anmerkungen) | Anmerkungen                |
| Jahr | Titel Album            | Latin | ES | MX | Anmerkungen                |
| ---- | ---------------------- | --- | --- | --- | -------------------------- |
| 1996 | No Hay Nadie Como Tu – | Latin23 (14 Wo.)Latin | ES36 (6 Wo.)ES | MX— GoldMX | Calle 13 feat. Café Tacuba |

grau schraffiert: keine Chartdaten aus diesem Jahr verfügbar